# Nguyễn Văn Vịnh (chính khách)
 Nguyễn Văn Vịnh (sinh ngày 21 tháng 9 năm 1960) nguyên là Chủ tịch Hội đồng nhân dân tỉnh Lào Cai khóa XV, nhiệm kỳ 2016–2021, Bí thư Tỉnh ủy Lào Cai khóa XV, nhiệm kỳ 2015–2020. Trong Đảng Cộng sản Việt Nam, ông từng là Ủy viên Ban Chấp hành Trung ương Đảng Cộng sản Việt Nam khóa XII.
Sau ít ngày bị khai trừ ra khỏi Đảng, ngày 18.5.2023, ông Vịnh bị bắt tạm giam liên quan đến vụ án khai thác "chui" hàng triệu tấn quặng, xảy ra tại địa bàn tỉnh Lào Cai.

## Lý lịch và học vấn
Nguyễn Văn Vịnh sinh ngày 21 tháng 9 năm 1960, quê quán: xã Việt Hồng, huyện Trấn Yên, tỉnh Yên Bái.
Kết nạp Đảng Cộng sản Việt Nam ngày 25 tháng 11 năm 1992. Ngày chính thức 25 tháng 11 năm 1993.
Trình độ học vấn:
- Giáo dục phổ thông: 10/10.
- Chuyên môn: Cử nhân kinh tế (Đại học Kinh tế quốc dân, chuyên ngành kinh tế nông nghiệp).
- Lý luận chính trị: Cử nhân

## Sự nghiệp
Từ tháng 4 năm 1984 - tháng 9 năm 1991: Cán bộ Phòng Phân vùng quy hoạch, Ủy ban Kế hoạch tỉnh Hoàng Liên Sơn.
Từ tháng 10 năm 1991 - tháng 3 năm 1993: Cán bộ Phòng Kinh tế ngành, Ủy ban Kế hoạch tỉnh Lào Cai.
Từ tháng 4 năm 1993 - tháng 12 năm 1994: Phó Trưởng phòng Tổng hợp, Sở Kế hoạch và Đầu tư Lào Cai.
Từ tháng 1 năm 1995 - tháng 8 năm 1998: Trưởng phòng Tổng hợp, Sở Kế hoạch và Đầu tư Lào Cai.
Từ tháng 9 năm 1998 - tháng 12 năm 2002: Phó Giám đốc Sở Kế hoạch và Đầu tư Lào Cai.
Từ tháng 1 năm 2003 - tháng 7 năm 2005: Chánh Văn phòng Hội đồng nhân dân và Ủy ban nhân dân tỉnh Lào Cai.
Từ tháng 8 năm 2005 - tháng 9 năm 2005: Cán bộ luân chuyển về Huyện ủy Bắc Hà, Phó Trưởng Tiểu ban Nhân sự và Tiểu ban Văn kiện Đại hội Đảng bộ huyện Bắc Hà lần thứ XXI, nhiệm kỳ 2005 - 2010.
Từ tháng 10 năm 2005 - tháng 9 năm 2008: Ủy viên Ban Chấp hành Đảng bộ tỉnh khoá XIII, nhiệm kỳ 2005 – 2010, Bí thư Huyện ủy Bắc Hà, tỉnh Lào Cai.
Từ tháng 10 năm 2008 - tháng 5 năm 2010: Ủy viên Ban Chấp hành Đảng bộ tỉnh khoá XIII, nhiệm kỳ 2005 – 2010, Phó Chủ tịch Ủy ban nhân dân tỉnh Lào Cai khoá XIII, nhiệm kỳ 2004 - 2011.
Từ tháng 6 năm 2010 - tháng 8 năm 2013: Phó Bí thư Tỉnh ủy nhiệm kỳ 2005 - 2010 và nhiệm kỳ 2010 - 2015, Chủ tịch Ủy ban nhân dân tỉnh Lào Cai nhiệm kỳ 2004 - 2011 và nhiệm kỳ 2011 - 2016.
Từ tháng 8 năm 2013 - tháng 9 năm 2015: Bí thư Tỉnh ủy Lào Cai khóa XIV, nhiệm kỳ 2010 - 2015.
Chiều ngày 10 tháng 12 năm 2015, tại kỳ họp thứ 15 Hội đồng nhân dân tỉnh Lào Cai khóa XIV, đã bầu ông Nguyễn Văn Vịnh giữ chức Chủ tịch Hội đồng nhân dân, nhiệm kỳ 2011 - 2016.
Tại Đại hội đại biểu Đảng bộ tỉnh lần thứ XV, nhiệm kỳ 2015 – 2020, Nguyễn Văn Vịnh được bầu vào Ban Chấp hành Đảng bộ tỉnh khóa XV. Hội nghị lần thứ Nhất Ban Chấp hành Đảng bộ tỉnh khóa XV đã bầu ông Nguyễn Văn Vịnh vào Ban Thường vụ Tỉnh ủy khóa XV và bầu giữ chức vụ Bí thư Tỉnh ủy khóa XV.
Tại Đại hội Đảng Cộng sản Việt Nam lần thứ XII, diễn ra từ ngày 20 đến 28 tháng 1 năm 2016, ông trúng cử Ủy viên Ban Chấp hành Trung ương Đảng Cộng sảm Việt Nam khóa XII.
Sáng ngày 21 tháng 6 năm 2016, tại kỳ họp thứ nhất Hội đồng nhân dân tỉnh Lào Cai khoá XV, nhiệm kỳ 2016 – 2021 đã bầu ông Nguyễn Văn Vịnh, Ủy viên Ban Chấp hành Trung ương Đảng, Bí thư Tỉnh uỷ, Chủ tịch Hội đồng nhân dân tỉnh khoá XIV, nhiệm kỳ 2011 – 2016 tiếp tục giữ chức Chủ tịch HĐND tỉnh khoá XV.

## Kỷ luật
Ngày 13 tháng 4 năm 2023, Ủy ban Kiểm tra Trung ương đề nghị Bộ Chính trị xem xét, thi hành kỷ luật nguyên bí thư Tỉnh ủy Lào Cai Nguyễn Văn Vịnh và nhiều cán bộ khác có những vi phạm gây hậu quả rất nghiêm trọng, thiệt hại rất lớn tiền, tài sản Nhà nước, gây dư luận xấu trong xã hội, ảnh hưởng đến uy tín của tổ chức đảng và chính quyền địa phương.
Ngày 15 tháng 5 năm 2023, Hội nghị giữa nhiệm kỳ Ban Chấp hành Trung ương Đảng khóa XIII đã khai mạc tại Thủ đô Hà Nội. Ban Chấp hành Trung ương Đảng khóa XIII đã thi hành kỷ luật bằng hình thức khai trừ ra khỏi Đảng đối với ông Nguyễn Văn Vịnh, Nguyên Ủy viên Trung ương Đảng, Nguyên Bí thư Tỉnh ủy, Nguyên Bí thư Ban Cán sự Đảng, Nguyên Chủ tịch Ủy ban nhân dân tỉnh Lào Cai.

## Vụ án khai thác "chui" hàng triệu tấn quặng
Ngày 18.5.2023, Công an tỉnh Lào Cai ra quyết định khởi tố bị can, bắt tạm giam ông Nguyễn Văn Vịnh; ông Doãn Văn Hưởng, cựu Phó bí thư Tỉnh ủy, cựu Chủ tịch UBND tỉnh Lào Cai, và ông Ngô Đức Hoàng, cán bộ thuộc Bộ TN-MT, cùng về tội lợi dụng chức vụ quyền hạn trong khi thi hành công vụ. Họ liên quan tới vụ án khai thác "chui" hàng triệu tấn quặng, xảy ra tại địa bàn tỉnh Lào Cai.,